# Pseudolaelaps
Pseudolaelaps es un género de ácaros perteneciente a la familia  Laelapidae.

## Especies
- Pseudolaelaps doderoi (Berlese, 1910)
- Pseudolaelaps gamaselloides Berlese, 1920
- Pseudolaelaps paulseni (Berlese, 1910)